# ロン・アダムズ
ロン・アダムズ（Ronald "Ron" George Adam、1947年11月18日 - ）は、アメリカ合衆国のバスケットボール指導者。カリフォルニア州出身。アメリカ男子プロバスケットボールリーグNBAのゴールデンステート・ウォリアーズでアシスタントコーチを務めている。

## 経歴
1969年にフレズノ・パシフィック大学で歴史学と政治学の学位を取得し、1974年にフレズノ州立大学で体育学修士号を取得したアダムスは、卒業後、NBAでの仕事に先立ち、1969年に母校フレズノ・パシフィック大学のアシスタントコーチとして大学レベルでの指導者となり、1972年にヘッドコーチに昇進した。USインターナショナル、コロンビア大学、サンタバーバラ、フレズノ州立大学、ネバダ大学ラスベガス大学でコーチを務めた。1986-90年にはフレズノ州立大学のヘッドコーチであった。また、ベルギーでもプロバスケットボールを指導し、カナダのバスケットボールプログラムと、2つの日本のプロバスケットボールクラブ、ベルギーバスケットボール連盟でも指導した。

### NBA
アダムスは1992年にサンアントニオ・スパーズのジョン・ルーカスヘッドコーチのもとでアシスタントコーチとしてNBAでの最初のシーズンに入った。その後、ルーカスの移籍に伴いフィラデルフィア・セブンティシクサーズ（1994-96）のアシスタントコーチとなり、4シーズンをルーカスを支えた。翌1996年からポートランド・トレイルブレイザーズ（1996-98）で、スカウトを務めた。ミルウォーキー・バックス（1998-2003）でアシスタントコーチをに戻り（HC:ジョージ・カール)、2003年からシカゴ・ブルズに移った(HC:スコット・スカイルズ)。シカゴでの仕事はアシスタントコーチ（2003-08）とスペシャル・アサインメント・スカウト（2008）だった。2008年からは、オクラホマシティ・サンダー(HC:スコット・ブルックス)と2シーズンを過ごした後、ブルズに再加入した。ブルズのアシスタントコーチとして、アダムスはブルズを2度、3シーズン連続でプレーオフに導く手助けをした（2004-07、2010-13）。シカゴ・ブルズのアシスタントコーチとして3シーズンを過ごした後、2013年、ボストン・セルティックスのブラッド・スティーブンスヘッドコーチが初就任するのに伴い、アシスタントコーチを務め、2014年にゴールデンステート・ウォリアーズに移籍し、この年、初就任したスティーブ・カーヘッドコーチの下で、2015年、2017年のチャンピオンチームを支えた。

## その他
毎年恒例のNBA全30チームのゼネラルマネージャーへのアンケートでは、2016年2017年連続で、NBA最高のアシスタントコーチの1位に選ばれている

## 家族
彼と彼の妻リーアには2人の子供、ジェリッドとヘイレイがいる。